# 乌兰图雅
乌兰图雅（1983年9月7日—），出生于内蒙古科尔沁右翼中旗，中国大陸蒙古族女歌手。毕业于中央民族大学声乐系，大专学历。中华全国总工会独唱演员、少数民族音乐协会会员、中国志愿者协会会员。中国共产党党员（2020年入党）。
“乌兰图雅”在蒙古语里是红霞的意思。

## 个人经历
1983年9月7日出生，毕业于中央民族大学声乐系。
2011年6月发行歌曲《套马杆》（原唱為烏蘭托婭，但因烏蘭托婭和唱片公司解約，因此烏蘭圖雅取代之）正式进入演艺圈，并凭借该歌曲获得更多关注。

## 从艺经历
2014年中国中央电视台春节联欢晚会上，乌兰图雅与其在中央民族大学的老师乌日娜一起演唱《套马杆》。
2019年她与师鹏、沙溢、胡可、云朵、云飞参加了2019年中央广播电视总台春节联欢晚会，并在直播晚会上演唱歌曲《点赞新时代》。

## 主要作品

### 专辑
- 套马杆（2011）[13]
- 点赞新时代（2019）[14]
- 凤凰飞（2011）[15][16][17]
- 火辣辣的情歌（2011）[18][19]
- 草原情哥哥（2011）[20][21]
- 世界音乐长调（2012）[22][23]
- 醉美草原（2012）[24]
- 妈妈的恩情（2012）[25]
- 原香草（2013）[26][27][28][29]
- 金色的草原（2012）[30]

### 单曲
- 阿尔山的姑娘（2015）[31][32][33][34][35][36][37]
- 站在草原望北京（2012）[38][39][40][41]
- 点赞新时代（2017）
- 巾帼传奇（2018）

## 演唱会

### 2015年
- 2015-01-15“乌兰图雅花开四季”演唱会巡演吉林站	[42]

### 2016年
- 2016-06-05“乌兰图雅花开四季”演唱会巡演北京站	[43]•2016-09-14“乌兰图雅花开四季”演唱会巡演南京站	[44]
- 2016-09-15“乌兰图雅花开四季”演唱会巡演上海站	[45]•2016-09-18“乌兰图雅花开四季”演唱会巡演长沙站	[46]
- 2016-10-21“乌兰图雅花开四季”演唱会巡演海口站	[47]•2016-11-05“乌兰图雅花开四季”演唱会巡演广州站	[48]
- 2016-11-06“乌兰图雅花开四季”演唱会巡演成都站	[49]•2016-11-25“乌兰图雅花开四季”演唱会巡演邯郸站	[50]

### 2017年
- 2017-05-06“乌兰图雅花开四季”演唱会巡演奥克兰站	[51]•2017-07-04“乌兰图雅花开四季”演唱会巡演阿尔山站	[51]
- 2017-10-31“乌兰图雅花开四季”演唱会巡演威海站	[52]•2017-07-05“乌兰图雅花开四季”演唱会巡演乌兰浩特站[53]
- 2017-10-08“乌兰图雅花开四季”演唱会巡演东莞站	[53]•2017-10-10“乌兰图雅花开四季”演唱会巡演惠州站	[53]
- 2017-10-12“乌兰图雅花开四季”演唱会巡演厦门站[54]•2017-10-15“乌兰图雅花开四季”演唱会巡演宜春站	[55]
- 2017-10-18“乌兰图雅花开四季”演唱会巡演重庆站	[56]•2017-10-21“乌兰图雅花开四季”演唱会巡演巡演泰州站[57]
- 2017-10-24“乌兰图雅花开四季”演唱会巡演诸暨站[58]•2017-10-27“乌兰图雅花开四季”演唱会巡演邯郸站	[59]
- 2017-10-29“乌兰图雅花开四季”演唱会巡演烟台站	[52]

### 2018年
- 2018-02-25“乌兰图雅花开四季”演唱会巡演加拿大	[60]•2018-05-22“乌兰图雅花开四季”演唱会巡演重庆站	[61]
- 2018-05-25“乌兰图雅花开四季”演唱会巡演长沙站	[62]•2018-05-27“乌兰图雅花开四季”演唱会巡演株洲站	[63]
- 2018-05-29“乌兰图雅花开四季”演唱会巡演河南站	[64]•2018-06-02“乌兰图雅花开四季”演唱会巡演衡水站	[62]
- 2018-06-05“乌兰图雅花开四季”演唱会巡演滨州站	[65]•2018-06-08“乌兰图雅花开四季”演唱会巡演淮安站	[66]
- 2018-06-10“乌兰图雅花开四季”演唱会巡演常州站	[67]•2018-06-13.“乌兰图雅花开四季”演唱会巡演上海站[68]
- 2018-06-14“乌兰图雅花开四季”演唱会巡演舟山站	[69]•2018-06-17“乌兰图雅花开四季”演唱会巡演合肥站	[70]
- 2018-06-20“乌兰图雅花开四季”演唱会巡演昆山站		[71]•2018-06-22“乌兰图雅花开四季”演唱会巡演无锡站	[72]
- 2018-06-22“乌兰图雅花开四季”演唱会巡演丽水站	[72]•2018-06-27“乌兰图雅花开四季”演唱会巡演厦门站	[73]
- 2018-09-07“乌兰图雅花开四季”演唱会巡演北京站（工体）	[74]•2018-11-04“乌兰图雅花开四季”演唱会巡演北京站（保利剧院）[75]

## 奖项
| 年份 | 獲提名     | 獎項                                               | 結果 |
| ---- | ---------- | -------------------------------------------------- | ---- |
| 2019 | 点赞新时代 | 第三届中国潍坊金风筝国际微电影大赛最佳音乐微电影奖 | 獲獎 |

| 年份 | 獲提名         | 獎項                                 | 結果 |
| ---- | -------------- | ------------------------------------ | ---- |
| 2018 | 站在草原望北京 | 入选中国改革开放40年的40首代表性歌曲 | 獲獎 |

## 公益
2016年2月，获得全国“最美志愿者”先进代表荣誉称号。
2015年3月，被中国文艺志愿者协会吸纳为第一届理事会理事。
2015年4月，参与“鲁冰花”关爱留守儿童公益计划，公益活动由中国红十字基金会、中国日报共同主办。
2019年7月，被内蒙古女子戒毒所聘为行政戒毒系统“公益使者”。